# Beaudesert, Queensland
Beaudesert är en ort i Australien. Den ligger i kommunen Scenic Rim och delstaten Queensland, omkring 58 kilometer söder om delstatshuvudstaden Brisbane. Antalet invånare är 5 338.
Närmaste större samhälle är Tamborine Mountain, omkring 20 kilometer öster om Beaudesert. 
I omgivningarna runt Beaudesert växer huvudsakligen savannskog. Runt Beaudesert är det glesbefolkat, med 10 invånare per kvadratkilometer. Genomsnittlig årsnederbörd är 1 801 millimeter. Den regnigaste månaden är januari, med i genomsnitt 320 mm nederbörd, och den torraste är oktober, med 41 mm nederbörd.